# Liste des sites de plongée sur épave

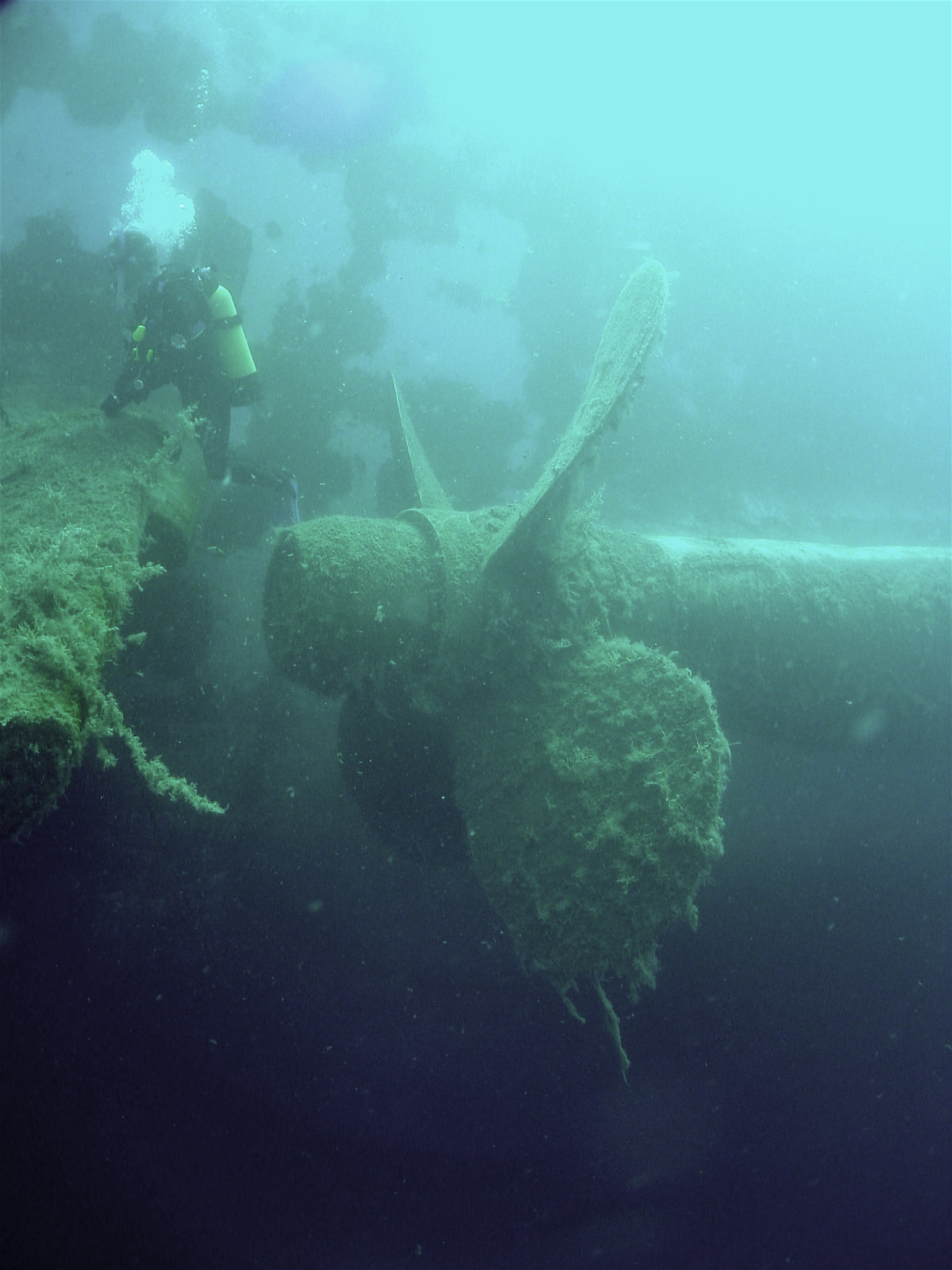
Épave du Zenobia.

Liste de sites d'épaves populaires en plongée sous-marine.

## Atlantique Nord
- SS Andrea Doria, Nantucket Sound (en)
- HMS Scylla (en), Cornouailles, Royaume-Uni
- Liste des épaves des îles Scilly (en), Îles Scilly, Royaume-Uni
- Alondra (en), Baltimore, Irlande

### Mer des Caraïbes
- MS Antilla (en), Aruba
- Antilles, Moustique
- MS La Marseillaise, Grenade
- MV Captain Keith Tibbetts, Îles Caïmans
- Hilma Hooker, Bonaire, Antilles néerlandaises
- SS Pedernales (en), Aruba
- RMS Rhône (en), Îles Vierges Britanniques
- Superior Producer, Curaçao

### Floride
- USNS General Hoyt S. Vandenberg (T-AGM-10), Key West
- USS Oriskany (CV-34), Pensacola
- USS Spiegel Grove (en), Keys

### Mer Méditerranée

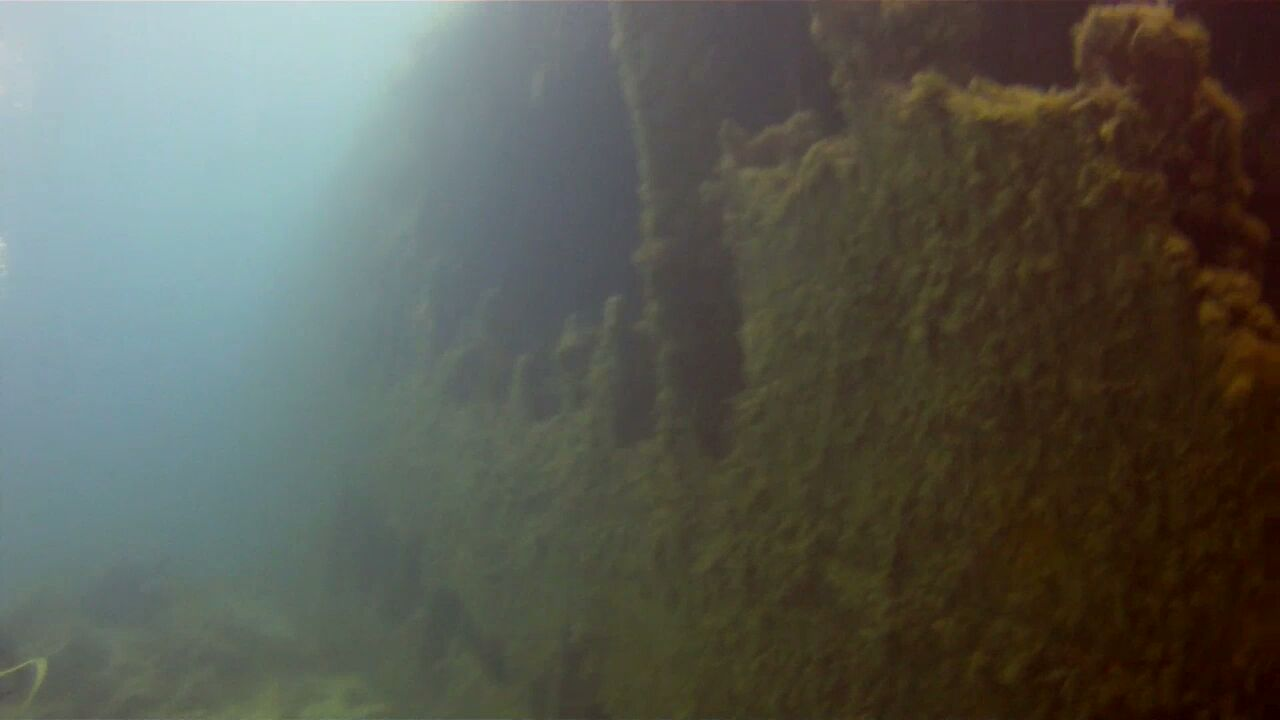
Long de la coque du Maori.

- LF 126, Croatie
- Zenobia, Chypre
- Lady Thetis (en), Chypre
- Constandis (en), Chypre
- HMS Maori, Malte
- X127, Malte
- Rozi, Malte
- Um El Faroud, Malte
- Tug No. 10 et St. Michael, Malte
- Imperial Eagle, Malte
- Xlendi, Malte
- Karwela et Cominoland, Malte
- P29, Malte
- P31, Malte
- Tug No. 2, Malte
- Le Rubis, France
- Le Donator, France
- Le Sagona, dit le Grec, France
- Le Ville de Grasse, France

### Caroline du Nord,Outer Banks

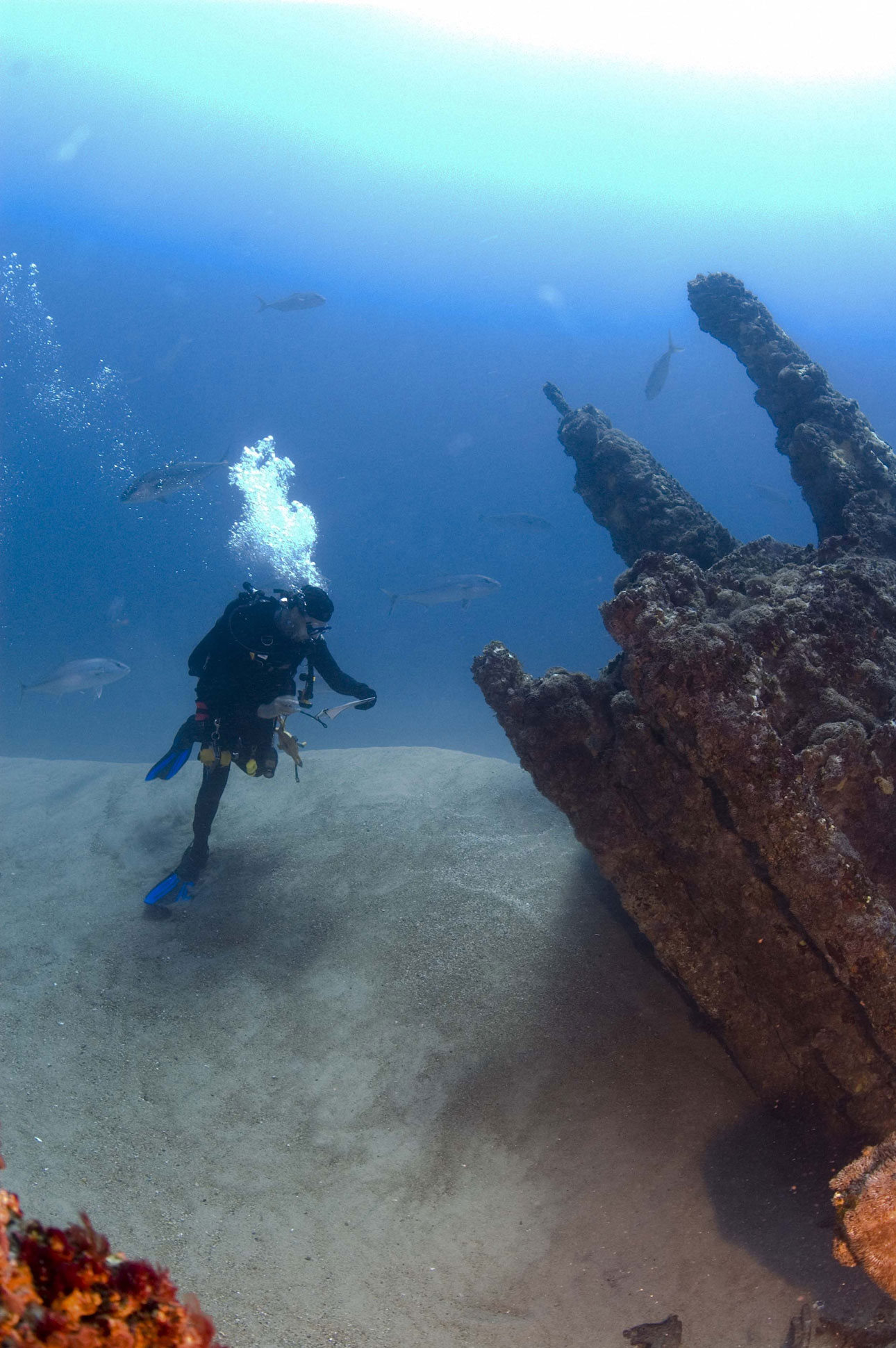
Plongée sur l'épave de lU-701 en 2008.

- U-352
- U-701
- USS Monitor
- USS Tarpon (en)
- USS Yancey (en)
- USS Pagne
- USCGC Spar (en)
- USS Indra (en)
- SS Papoose (en)
- USS Aeolus (en)

### Scapa Flow,Écosse
- SMS Markgraf

## Atlantique Sud

### Brésil
- Pirapama, Vapor Bahia, Corveta Camacuã et d'autres épaves à Recife; Corveta Ipiranga à Fernando de Noronha; Buenos Aires à Rio de Janeiro; d'autres épaves le long de la côte du Brésil

## Pacifique Est
- Wreck Alley (en), San Diego, Californie

## Pacifique Ouest
- HMAS Adelaide (en), Nouvelle-Galles du Sud, Australie
- HMAS Brisbane (en), Queensland, Australie
- HMAS Canberra (en), Victoria, Australie
- SS Yongala, Queensland, Australie
- MS Mikhaïl Lermontov, Nouvelle-Zélande
- SS President Coolidge, Vanuatu
- Rainbow Warrior I, Nouvelle-Zélande
- Toa Maru (en), Îles Salomon
- HMNZS Wellington (en), Nouvelle-Zélande

### Atoll De Bikini
- USS Saratoga (CV-3) - porte-avions
- USS Arkansas (BB-33) - cuirassé
- USS Gilliam (en) - transport d'attaque
- USS Carliste - transport d'attaque
- USS Lamson (DD-367) - destroyer
- USS Anderson (DD-411) - destroyer
- USS Apogon (en) - sous-marin
- Pilotfish (en) - sous-marin
- Nagato - cuirassé
- Sakawa - croiseur léger

### Lagon de Truk
Épaves datant de la Seconde Guerre mondiale (Opération Hailstone)

## Océan Indien
- HMS Hermes, Sri Lanka
- Inket (épave japonaise de la Seconde guerre mondiale), Îles Andaman, Inde
- Tian Xiang (navire de pêche), Flic en Flac, Île Maurice

### Mer Rouge

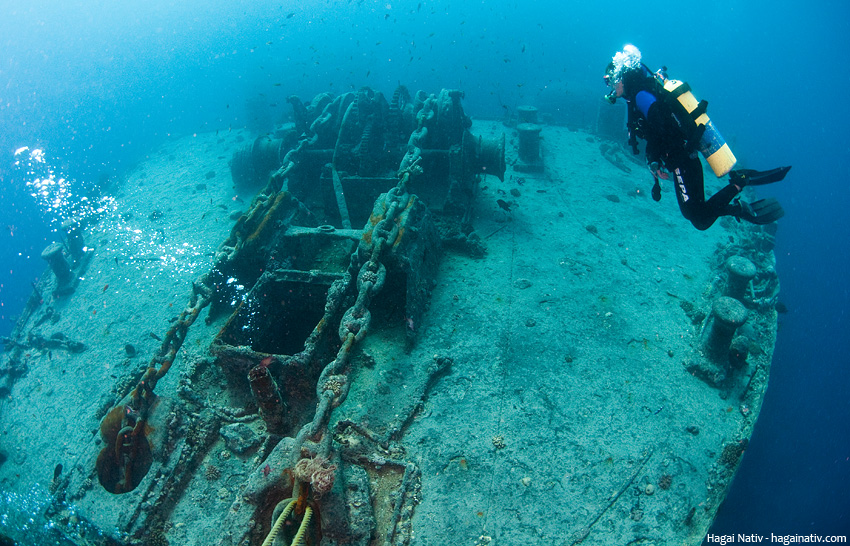
Épave du Thistlegorm.

- SS Thistlegorm Égypte
- MV Salem Express, Égypte
- SS Kingston
- Rosalie Moller (de), Égypte
- INS Sufa, Israël
- Site Abu Nuhas, Égypte
  - Giannis D
  - Krissoula K
  - SS Carnatic (en)
  - Kimon M

## Épaves d'eau douce

### Grands Lacs
- SS Carl D. Bradley (en), Lac Michigan
- RMS Empress of Ireland, Saint-Laurent
- France (bateau à aubes), France